# 破碎銀河系
破碎銀河系（Tactical Commanders），或神影特攻，是大型多人線上即時戰略遊戲，結合了大型多人線上角色扮演遊戲與即時戰略遊戲的特色。於2001年由Nexon集團的子公司Kru Interactive研發，在美國由Tri Synergy負責發行。曾在日本、臺灣、中國大陸和德國發行營運過。游戏於2001年獨立遊戲節（IGF）獲得塞尤瑪斯·麥克納利大獎。

## 发行历程
2001年，在台灣由捷生資訊代理Tactical Commanders，命名為破碎銀河系，2001年12月25日開始試玩，2002年2月6日開始收費。之後歷經水災，捷生機房淹水遭受鉅額損失而倒閉。2003年，數碼戲胞取得Tactical Commanders代理，重新命名為神影特攻，由歌手伍佰代言，並打造主題曲《壓力》。在中國由上海盛大代理Tactical Commanders。2004年，Kru Interactive與NEXON分割後收回Tactical Commanders代理權，之後台灣、中國大陆、韓國、德國、日本的Tactical Commanders全部結束營運。2006年4月17日，數碼戲胞因高層掏空而惡性倒閉。2009年時遊戲基地新聞稿傳出Neowiz將開發破碎銀河系後繼作Project GG（暫訂名稱）。到目前止，僅剩下Kru Interactive在美國的Shattered Galaxy繼續營運。
2013年5月星移互動工作室重製Shattered Galaxy，命名為決戰蒼穹，遊戲主要是拿是SG原始數據再次進行修改，部分單位使用原有外型，其他則是山寨其他遊戲的單位外型。Tactical Commanders與Shattered Galaxy原有的魔星、魔裝以及轉生， 在決戰蒼穹沒有開放。人物點數僅開放240點。2013年7月封測，封測期間有部分玩家無法適應Shattered Galaxy模式，要求官方使用Tactical Commanders模式。官方說法：原開發組已解散，TC原始數據被韓方收回，無法取得遊戲數據，僅能沿用SG的數據而無法更改。2013年12月，開發團隊與騰訊簽約，將遊戲放在QQ空間以網頁遊戲營運，遊戲更名為決戰銀河，但及時戰略遊戲以網頁遊戲呈現，以及與眾多網頁遊戲共享網路頻寬，容易造成延遲或是網頁崩潰，遊戲體驗不符合玩家期待，許多玩家抱觀望態度等待開發組放出客戶端。2014年8月，因QQ空間不利推廣遊戲、客戶端遲遲無法推出導致玩家減少，開發組決定將遊戲下架，改向其他遊戲公司借牌以私服營運。同時在17173進行遊戲推廣，並改回原訂名稱決戰蒼穹。
2014年9月，開服。2015年，遊戲經過2年營運，放棄原有SG的平衡加點，並修改90%以上的遊戲數據，完全是自成一派。但星移互動為小型工作室，資金、人力、行銷無法比擬大型團隊，導致遊戲數據不平衡、BUG層出不窮，受限於版權問題也無法投入廣告宣傳。經營模式捨棄過去的月費制，採用時下流行的VIP商城模式，拉大土豪玩家與資金有限玩家間的差距，對戰模式同時塞入競技與休閒導致遊戲定位模糊，國家、軍團、散人的矛盾也造成玩家間的對立與衝突，線上人數由尖峰時期的1000人銳減至500人。2017年，玩家持續流失，夜間時段以及假日的線上人數不超過300人。2018年4月，關閉官網、關閉儲值。2018年7月，線上人數不超過50人。
同時期有另一開發團隊“瑞斗工作室”重製Tactical Commanders，命名為銀河指揮官。2013年11月短暫開放2天封測，但遊戲完成度僅有5%，至2014年10月遲遲不開放封測，且網頁上的遊戲名稱被刪除，根據某業界人士分析，此團隊可能是星移互動放出的煙霧彈，目的是讓期待Tactical Commanders模式的玩家失望之計謀。2014年10月，關閉官網。2016年11月，開啟微博並發佈眾籌計畫（群眾募資）。2016年12月，關閉眾籌頁面。

### 版本异同
Tactical Commanders與Shattered Galaxy有許多不同點，例如：升級點數、技能配點、裝甲強度、血量值、攻擊力、對戰時間、對戰模式、勝利條件。
TC的攻擊力高、裝甲與血量值低、戰場中可斷補（後方補給線遭敵方切斷，無法換兵），SG則是攻擊力低、裝甲與血量值高、無法斷補（後方補給線遭敵方切斷，可以換兵），導致兩者的遊戲步調相差很大。
TC不能使用異形兵，特殊系為傳送、醫療、充電等支援性單位，SG則能使用異形兵，類別排入特殊系，原有的支援性單位則排到其他3系。
其餘遊戲介面、地圖、人物與單位外型、音樂、語音則是兩者一樣。